# Aristida torta
Aristida torta är en gräsart som först beskrevs av Christian Gottfried Daniel Nees von Esenbeck, och fick sitt nu gällande namn av Carl Sigismund Kunth. Aristida torta ingår i släktet Aristida och familjen gräs. Inga underarter finns listade i Catalogue of Life.